# Odsetki

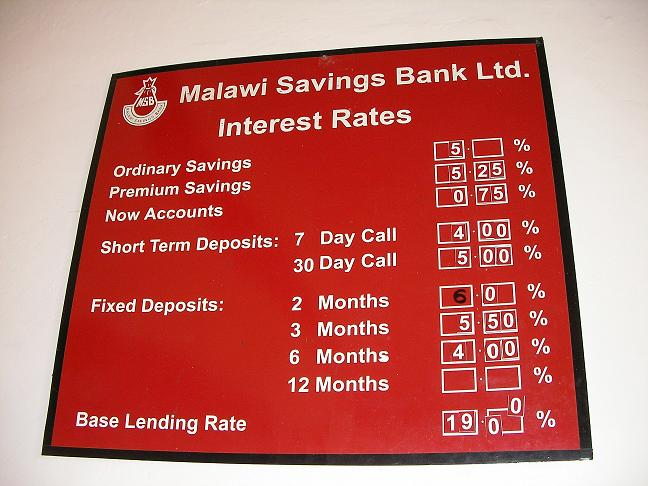
Stopy procentowe w banku w mieście Nchalo w Malawi

Odsetki – koszt, naliczany za używanie pożyczonego kapitału jego właścicielowi; standaryzowaną miarą tego kosztu w przeliczeniu na jednostkę kapitału i roczny czas użytkowania jest stopa procentowa. W przypadku banku odsetki odnoszą się do kosztu pozyskania środków finansujących działalność banku (np. depozytów, otrzymanych kredytów, wyemitowanych papierów dłużnych) lub przychód wynikającego z udostępnienia przez bank kapitałów (np. w postaci udzielonych kredytów). Różnica pomiędzy przychodami odsetkowymi uzyskiwanymi przez bank a kosztami odsetkowymi przezeń płaconymi to wynik odsetkowy netto, który odniesiony do aktywów odsetkowych jest również zwany marżą odsetkową netto (ang. net interest margin).
Wysokość odsetek zależy od stopy procentowej, wielkości kapitału, czasu, na jaki został on udostępniony oraz sposobu wyznaczania odsetek. Istotny jest również zastosowany kalendarz naliczania odsetek, który określa m.in. liczbę dni w roku użytą do obliczeń. Domyślna liczba dni w roku dla odsetek od środków na rachunkach bankowych wynosi zgodnie z art. 52 ustawy – Prawo bankowe 365 dni, jednak wartość ta może zostać zmieniona w umowie zawartej między bankiem a klientem. Polskie prawo bankowe nie narzuca również żadnego sposobu, wyznaczania odsetek – kwestię tę również reguluje umowa zawarta między bankiem i klientem.

## Sposoby wyznaczania odsetek
- odsetki proste – obliczane od kapitału proporcjonalnie do czasu okresu oprocentowania, pobierane po ich naliczeniu (od dołu),
- odsetki składane – po umownym okresie naliczone odsetki dolicza się do kapitału, po kolejnym okresie odsetki obliczane są od ich łącznej kwoty,
- odsetki naliczane w sposób ciągły, mające zastosowanie np. przy wycenie instrumentów pochodnych (opcji, kontraktów futures itp.)
- dyskonto – odsetki obliczane są i pobierane z góry.

## Oprocentowanie stałe i zmienne
Stopa procentowa służąca do wyznaczania odsetek może być stała lub zmieniać się w czasie. W polskich bankach stopa stała jest zwykle wykorzystywana w przypadku depozytów oraz kredytów konsumpcyjnych o krótszych terminach spłaty, zaś stopa zmienna w przypadku kredytów długoterminowych. Zgodnie z rekomendacją Komisji Nadzoru Finansowego banki powinny oferować kredyty hipoteczne o stałej stopie oprocentowania i większość z nich ma takie produkty. Stałe oprocentowanie daje gwarancję stałych rat w tej samej kwocie, niezależnych od zmiennych stawek WIBOR. Umowy o stałym oprocentowaniu zawierane są na określony czas, często jest to okres 5 lat. Po upływie zawartego w umowie okresu kredyt jest rozliczany w oparciu o oprocentowanie zmienne. Wysokość stopy zmiennej jest zwykle wyrażona jako suma stawki referencyjnej WIBOR, EURIBOR lub LIBOR o tenorze odpowiednim dla okresu przeszacowania kredytu oraz ustalonej w konkretnej umowie kredytowej indywidualnej marży dodawanej do stawki referencyjnej.